# 15825 Capecchi
15825 Capecchi este o planetă minoră (asteroid) din centura de asteroizi. A fost descoperită pe 30 noiembrie 1994 la Circolo Culturale Astronomico di Farra d'Isonzo⁠(d) de Circolo Culturale Astronomico di Farra d'Isonzo⁠(d) și a fost numită după Mario Capecchi⁠(d). 
Obiectul prezintă o orbită caracterizată de o semiaxă mare de 2,5257554 UAi, o excentricitate de 0,09, o înclinație de 2,7251 ° în raport cu ecliptica.